# Gianfranco Parolini
Gianfranco Parolini, även känd som Frank Kramer, född 20 februari 1930 i Rom, död 26 april 2018 i samma stad, var en italiensk filmregissör. Han regisserade bland annat filmen Det blodiga gänget.